# Zona templada

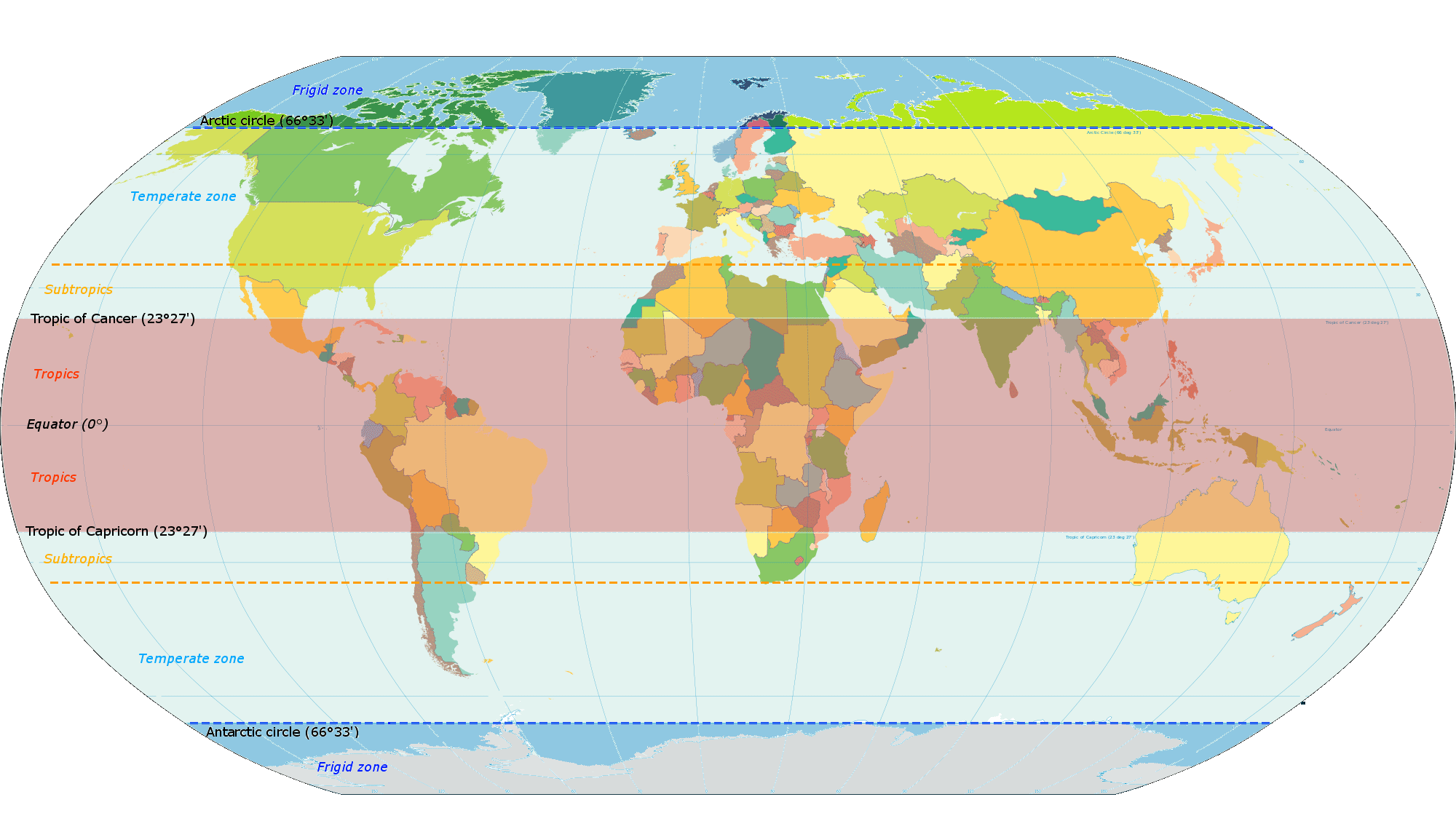
Las zonas templadas se muestran en las partes iluminadas.

Se denomina zona templada a cada una de las dos zonas latitudinales de la Tierra que se extienden desde los trópicos hasta los círculos polares. Presentan estaciones bien definidas con veranos cálidos e inviernos fríos con mayor variación a medida que la latitud aumenta. 
Una zona templada también puede referirse a una de las zonas térmicas de la Tierra.

## Zona templada Norte
Se extiende desde el trópico de Cáncer hasta el círculo polar ártico en el hemisferio norte.

## Zona templada Sur
Se extiende desde el trópico de Capricornio hasta el círculo polar antártico en el hemisferio sur. Esta zona se encuentra en su mayor parte en extensiones cubiertas por los océanos, a diferencia de su contraparte del norte, la cual presenta mayor proporción de tierras continentales e insulares.

## Características
Estas zonas se caracterizan por:
1. A diferencia de la zona intertropical, el Sol nunca alcanza el cénit.
2. A diferencia de las regiones polares, los días y las noches nunca superan las 24 horas de duración.
3. El clima no es tan caluroso como la zona intertropical ni tan frío como en las regiones polares. No obstante, las menores y las mayores temperaturas absolutas de la Tierra se presentan en las regiones templadas, especialmente, del hemisferio Norte.

Las llamadas zonas subtropicales, que se presentan en las áreas de las zonas templadas vecinas a los trópicos, presentan una serie de núcleos de alta presión, en ambos hemisferios, alineados siguiendo aproximadamente los 35° de latitud. Los ejes de cada cinturón experimentan un débil desplazamiento anual tanto en el sentido de los paralelos y, en menor grado, en el de los meridianos.
- Datos: Q10395291